# Strongylosoma filum
Strongylosoma filum är en mångfotingart som beskrevs av Filippo Silvestri 1895. Strongylosoma filum ingår i släktet Strongylosoma och familjen orangeridubbelfotingar. Inga underarter finns listade i Catalogue of Life.